# Chris Davies

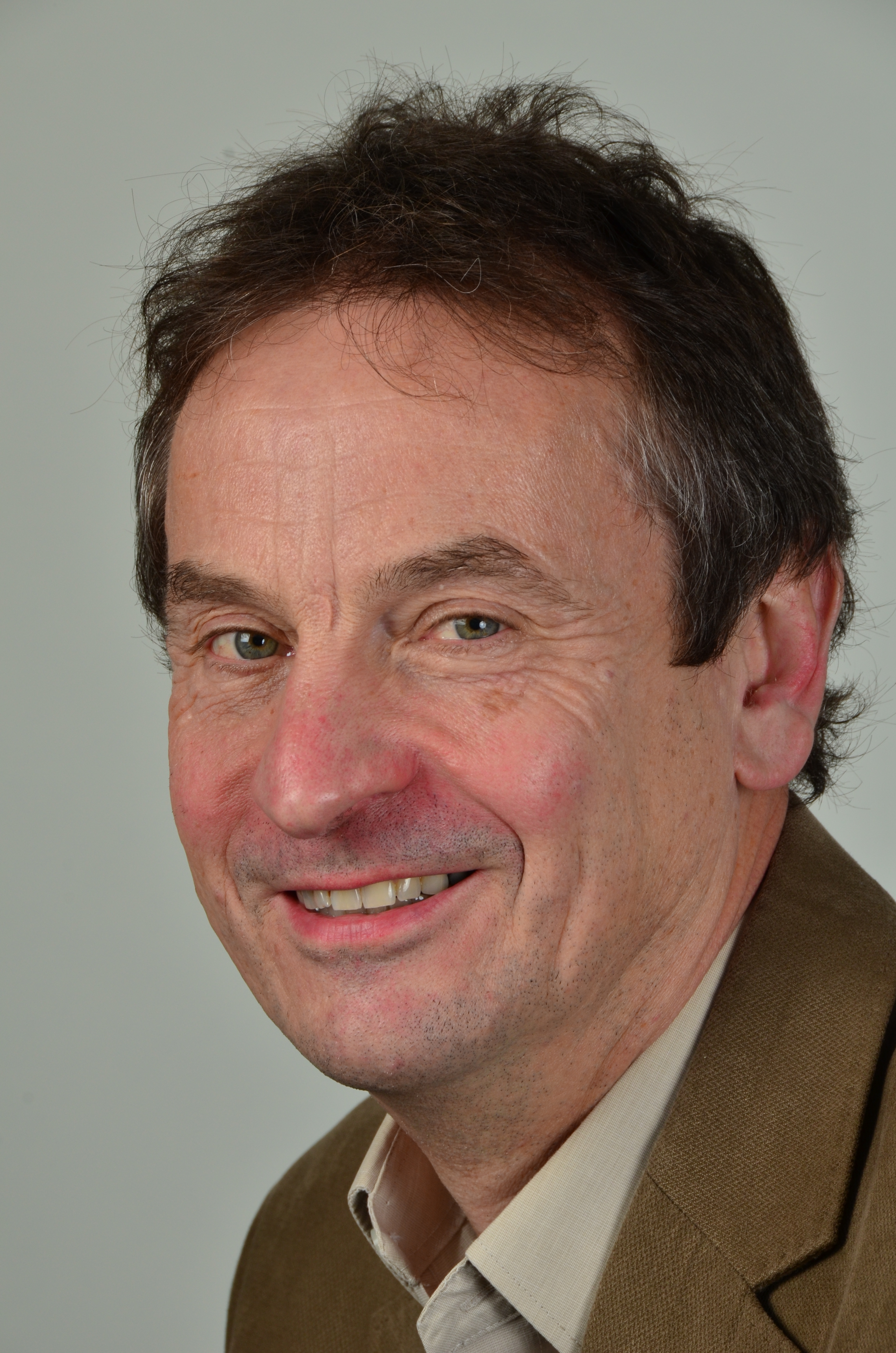
Chris Davies, 2014

Christopher Graham Davies (n. 7 iulie 1954, Lytham St Annes, Anglia, Regatul Unit) este un om politic britanic, membru al Parlamentului European în perioadele 1999-2004 și 2004-2009 din partea Regatului Unit.
1. ↑  Deputații în Parlamentul European
2. ↑  Hansard 1803–2005